# Sporophila plumbea
Sporophila plumbea е вид птица от семейство Тангарови (Thraupidae). Среща се в Аржентина, Боливия, Бразилия, Колумбия, Френска Гвиана, Гвиана, Парагвай, Перу, Суринам и Венесуела.

## Разпространение
Видът е разпространен в Аржентина, Боливия, Бразилия, Венецуела, Гвиана, Колумбия, Парагвай, Перу, Суринам и Френска Гвиана.